# Cà ri Massaman

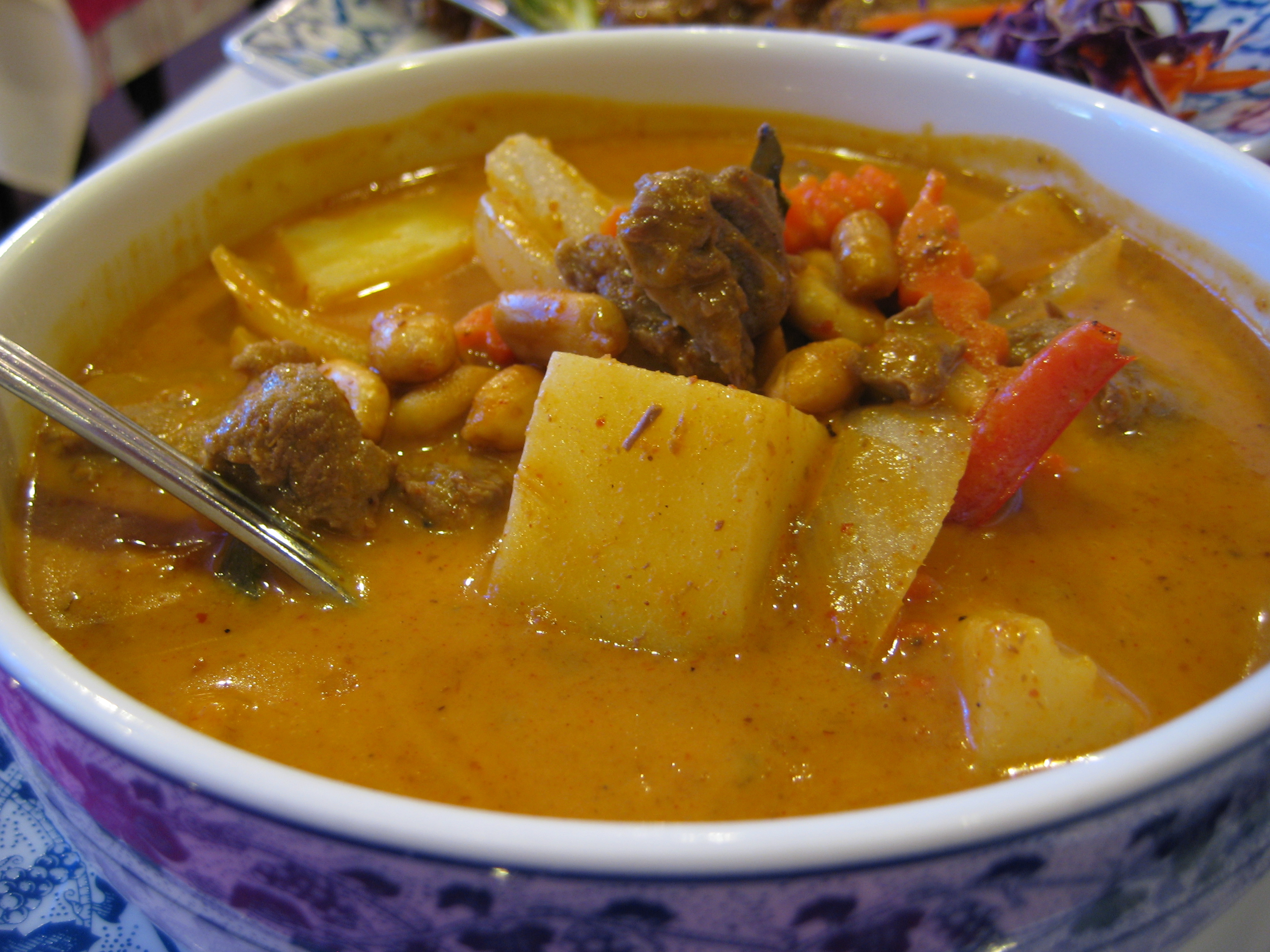
Cà ri Massaman

Cà ri Massaman (แกงมัสมั่น- kaeng matsaman Massaman.oggⓘ) là một món ăn Hồi Giáo ở miền Nam Thái Lan. Nguyên liệu chính là thịt bò, ngoài ra còn có thịt vịt, đậu hũ, gà, lợn (vì thịt lợn bị cấm trong đạo Hồi, nên công thức có thịt lợn không được người Thái theo đạo Hồi dùng).
Sốt để làm cà ri Massaman được gọi là nam phrik kaeng massaman. Món ăn này thường có nước dừa, đậu phộng hoặc hạt điều rán, khoai tây, lá nguyệt quế, vỏ bạch đậu khấu, quế, hồi, đường cọ, nước mắm và sốt me. Các thương nhân đã đem đến các gia vị như nghệ, quế, hồi, thì là Ai Cập, thảo quả và nhục đậu khấu từ Indonesia đến bờ biển miền Nam Thái Lan. Món này được ăn với cơm và gừng muối- gọi là "achat" (อาจาด [aːtɕàːt])- được làm với dưa chuột và ớt ngâm giấm.